# Saint-Morillon

Saint-Morillon este o comună în departamentul Gironde din sud-vestul Franței. În 2009 avea o populație de 1.469 de locuitori.

## Evoluția populației
| An        | 1975 | 1982 | 1990 | 1999  | 2006  | 2009  |
| --------- | ---- | ---- | ---- | ----- | ----- | ----- |
| Populație | 566  | 722  | 846  | 1.083 | 1.318 | 1.469 |